# 석포중학교
석포중학교(石浦中學校)는 대한민국 경상북도 봉화군 석포면 석포리에 있는 공립 중학교이다.

## 학교 연혁
- 1973년 2월 15일 : 석포중학교 설립위원회 조직
- 1974년 11월 10일 : 초대 교장 홍재규 취임
- 1975년 3월 1일 : 석포중학교 설립 인가 (6학급)
- 1975년 9월 12일 : 석포중학교 개교
- 1978년 1월 18일 : 제1회 졸업식 (172명)
- 2002년 3월 1일 : 3학급 편성
- 2023년 9월 1일 : 제30대 강천석 교장 취임
- 2024년 1월 4일 : 제47회 졸업식(졸업생 13명, 누계 2,955명)
- 2024년 3월 4일 : 2024학년도 입학식(신입생 22명)

## 참고 자료
- 석포중학교 - 한국교육학술정보원 학교알리미